# Bromus erectus
Il forasacco eretto (Bromus erectus Huds., 1762) è una pianta angiosperma monocotiledone appartenente alla famiglia delle Poaceae (o Gramineae, nom. cons.).

## Etimologia
Il nome generico (bromus) deriva dalla lingua greca ed è un nome antico per l'avena. L'epiteto specifico (erectus) significa "posizione verticale, eretto" e fa riferimento al suo portamento.
Il nome scientifico della specie è stato definito dal botanico e farmacista inglese William Hudson (1730 – 1793) nella pubblicazione "Flora Anglica; exhibens Plantas per Regnum Angliae Sponte Crescentes, Distributas Secundum Systema Sexuale: cum Differentiis Specierum, Synonymis Auctorum, Nominibus Incolarum, Solo Locorum, Tempore Florendi, Officinalibus Pharmacopoerum. Londini" [Fl. Angl. (Hudson) 39 (1762)] del 1762.

## Descrizione

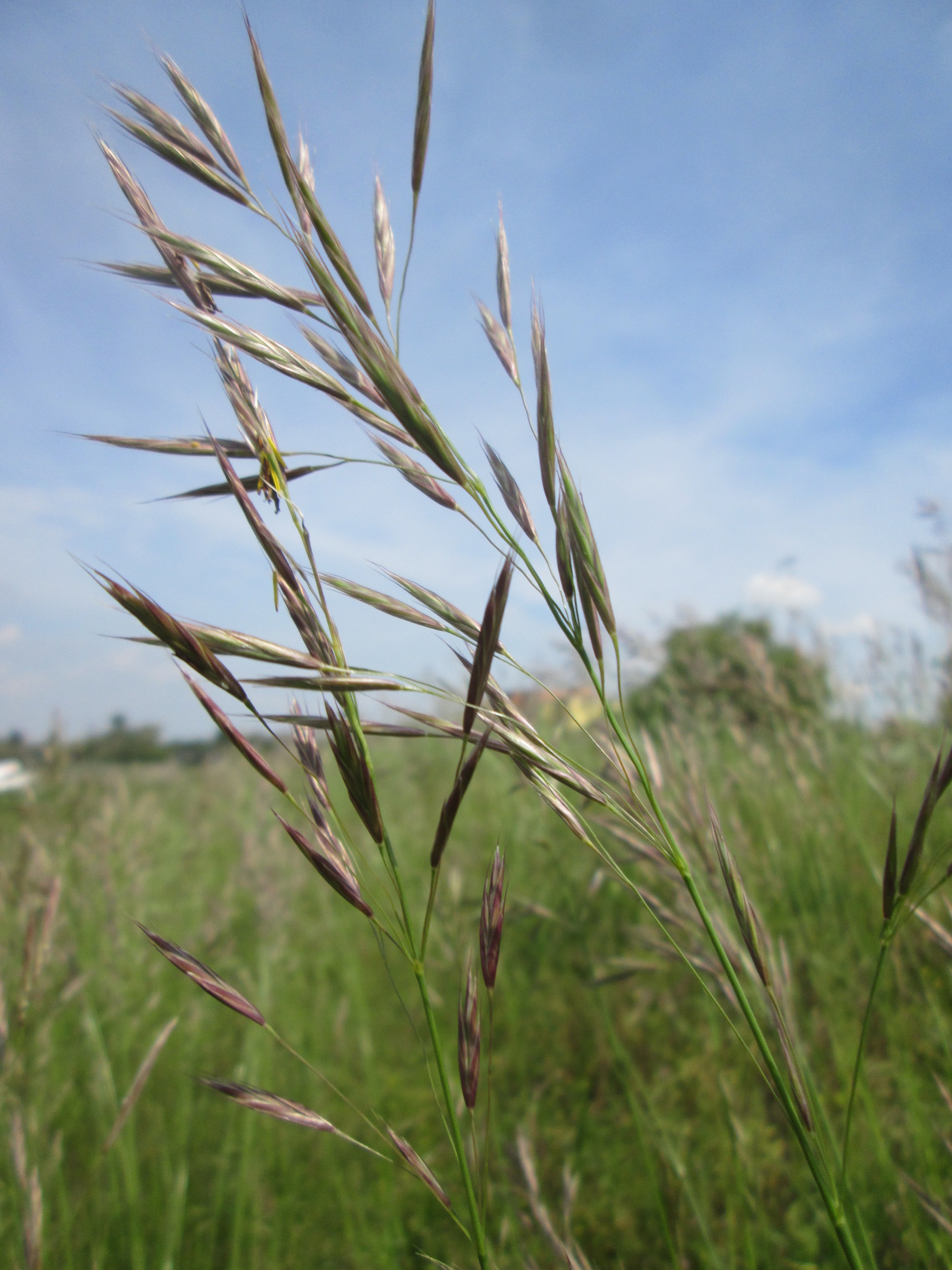
Il portamento

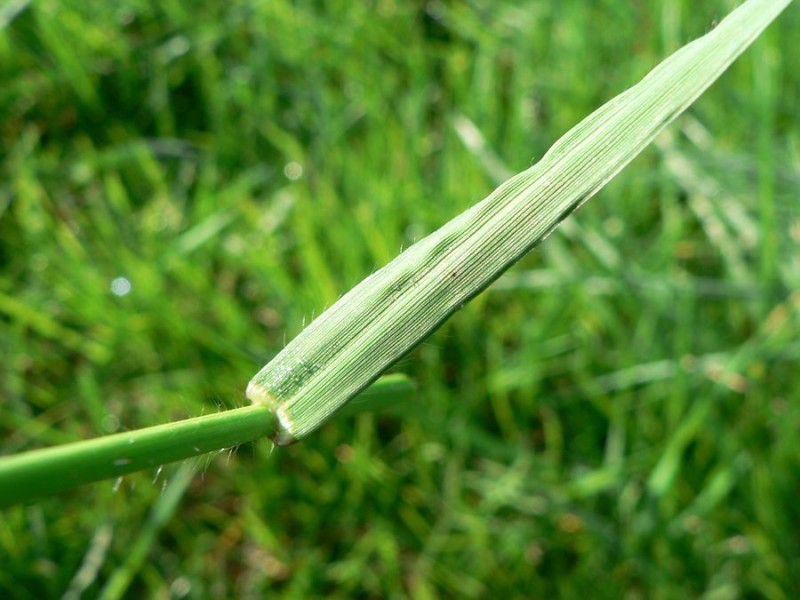
Le foglie

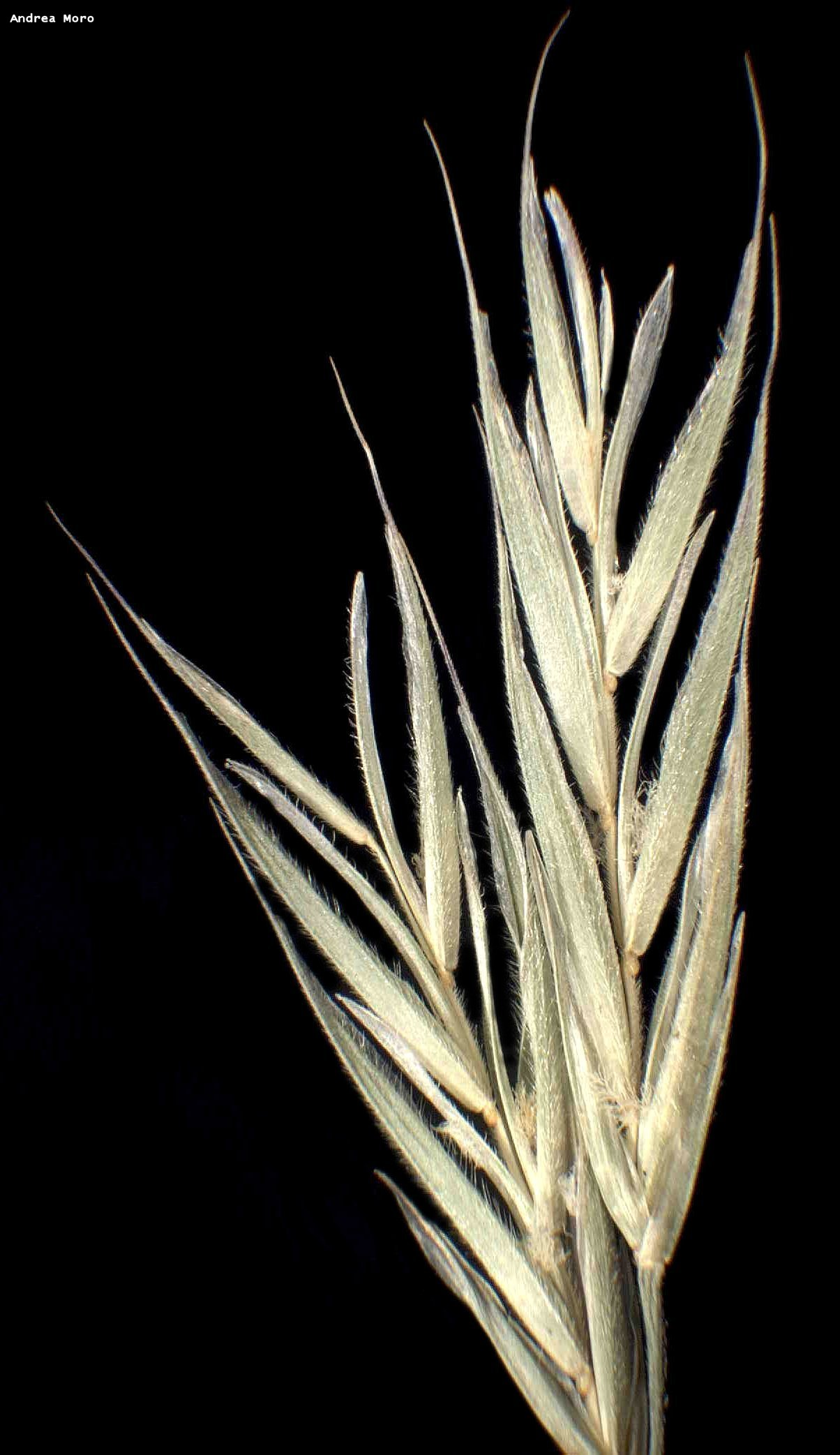
Infiorescenza

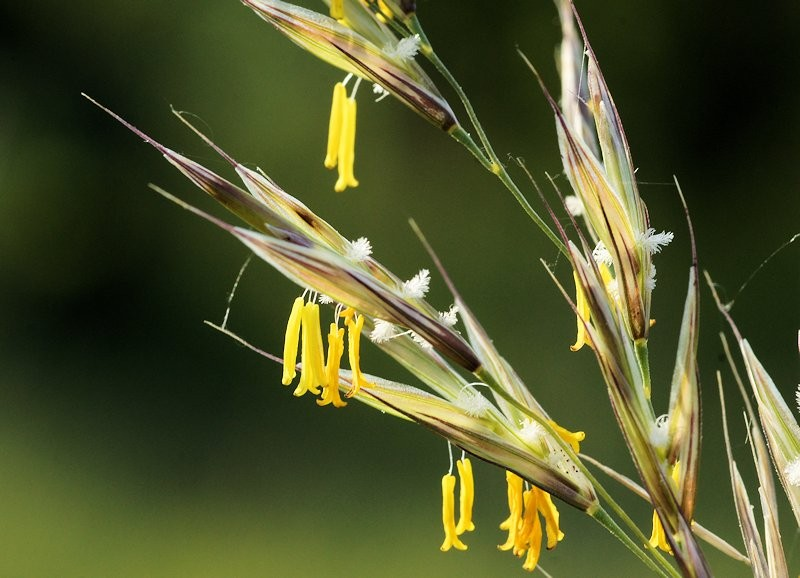
I fiori

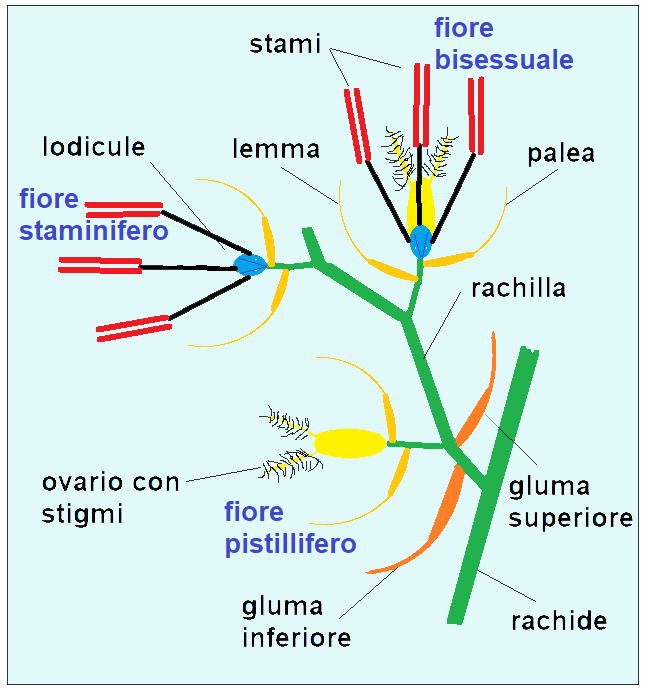
Spighetta generica con tre fiori diversi

Queste piante arrivano ad una altezza di 4 - 8 dm (massimo 2 m). La forma biologica è emicriptofita cespitosa (H caesp), sono piante erbacee, bienni o perenni, con gemme svernanti al livello del suolo e protette dalla lettiera o dalla neve e presentano ciuffi fitti di foglie che si dipartono dal suolo.

### Radici
Le radici sono del tipo fascicolato.

### Fusto
- Parte ipogea: la parte sotterranea è composta da stoloni.
- Parte epigea: la parte aerea del fusto è ginocchiata alla base e quindi ascendente e eretta. I culmi sono cavi a sezione più o meno rotonda e consistenza robusta. La superficie in genere è glabra e liscia.

### Foglie
Le foglie lungo il culmo sono disposte in modo alterno, sono distiche e si originano dai vari nodi. Sono composte da una guaina, una ligula e una lamina. Le venature sono parallelinervie. Non sono presenti i pseudopiccioli e, nell'epidermide delle foglia, le papille.
- Guaina: la guaina è abbracciante il fusto e priva di auricole (o raramente auricolata); è inoltre densamente villosa.
- Ligula: la ligula è membranosa e a volte è cigliata e finemente seghettata; gli apici sono troncati. Può essere subnulla o presentarsi con due orecchiette. Lunghezza della ligula: minore di 2 mm.
- Lamina: la lamina ha delle forme generalmente lineari e piatte; i margini sono cigliati mentre la superficie può essere densamente pelosa. Dimensione delle foglie: larghezza 2 – 4 mm; lunghezza 20 – 35 cm.

### Infiorescenza
Infiorescenza principale (sinfiorescenza o semplicemente spiga): le infiorescenze, terminali e ramificate, sono formate da alcune spighette ed hanno la forma di una pannocchia eretta e contratta. La fillotassi dell'inflorescenza inizialmente è a due livelli, anche se le successive ramificazioni la fa apparire a spirale. Dimensione dell'infiorescenza: 10 – 25 cm.

### Spighetta
Infiorescenza secondaria (o spighetta): le spighette, con forme lanceolato-acuminate e compresse lateralmente, sottese da due brattee distiche e strettamente sovrapposte chiamate glume (inferiore e superiore), sono formate da 7 a 9 fiori. Possono essere presenti dei fiori sterili; in questo caso sono in posizione distale rispetto a quelli fertili. Alla base di ogni fiore sono presenti due brattee: la palea e il lemma. La disarticolazione avviene con la rottura della rachilla tra i fiori o sopra le glume. Le spighette possono essere ispide e screziate di violaceo (o anche rosse o verdi). Lunghezza delle spighette: 30 mm.
- Glume: le glume, mutiche, sono poco disuguali. Lunghezza delle glume: inferiore 7 mm; superiore 9 mm.
- Palea: la palea è un profillo con alcune venature; è leggermente più corta del lemma..
- Lemma: il lemma termina all'apice con due denti aristiformi tra i quali è inserita una resta. Lunghezza del lemma: 9 – 18 mm. Lunghezza della resta: 6 – 7 mm.

### Fiore
I fiori fertili sono attinomorfi formati da 3 verticilli: perianzio ridotto, androceo  e gineceo.
- Formula fiorale:[6]

*, P 2, A (1-)3(-6), G (2–3) supero, cariosside.
- Il perianzio è ridotto e formato da due lodicule, delle squame traslucide, poco visibili (forse relitto di un verticillo di 3 sepali). Le lodicule sono membranose e non vascolarizzate.
- L'androceo è composto da 3 stami ognuno con un breve filamento libero, una antera sagittata e due teche. Le antere sono basifisse con deiscenza laterale. Il polline è monoporato. Dimensione delle antere: 4 – 7 mm.
- Il gineceo è composto da 3-(2) carpelli connati formanti un ovario supero. L'ovario, pubescente all'apice, ha un solo loculo con un solo ovulo subapicale (o quasi basale). L'ovulo è anfitropo e semianatropo e tenuinucellato o crassinucellato. Lo stilo, che si origina dal lato abassiale dell'ovario, è breve con due stigmi papillosi e distinti.
- Fioritura: da maggio a luglio.

### Frutti
I frutti sono del tipo cariosside, ossia sono dei piccoli chicchi indeiscenti colorati di scuro, con forme ovoidali, nei quali il pericarpo è formato da una sottile parete che circonda il singolo seme. In particolare il pericarpo è fuso al seme ed è aderente. L'endocarpo non è indurito e l'ilo è lungo e lineare. L'embrione è piccolo e provvisto di epiblasto ha un solo cotiledone altamente modificato (scutello senza fessura) in posizione laterale. I margini embrionali della foglia non si sovrappongono.

## Biologia
Come gran parte delle Poaceae, le specie di questo genere si riproducono per impollinazione anemogama. Gli stigmi più o meno piumosi sono una caratteristica importante per catturare meglio il polline aereo.
La dispersione dei semi avviene inizialmente a opera del vento (dispersione anemocora) e una volta giunti a terra grazie all'azione di insetti come le formiche (mirmecoria). In particolare i frutti di queste erbe possono sopravvivere al passaggio attraverso le budella dei mammiferi e possono essere trovati a germogliare nello sterco.

## Tassonomia
La famiglia delle Poacee comprende circa 800 generi e oltre 9.000 specie. È una delle famiglie più numerose e più importanti del gruppo delle monocotiledoni. La famiglia è suddivisa in 12 sottofamiglie, il genere Bromus fa parte della sottofamiglia Pooideae ed è l'unico genere della tribù Bromeae.

### Filogenesi
La tribù Bromeae fa parte della supertribù Triticodae T.D. Macfarl. & L. Watson, 1982. La supertribù Triticodae comprende tre tribù: Littledaleeae, Hordeeae e Bromeae. All'interno della supertribù, la tribù Bromeae forma un "gruppo fratello" con la tribù Hordeeae.
I Bromus della flora spontanea italiana sono suddivisi in tre gruppi distinti: Festucaria G. et G., Anisantha Koch e Bromus s.s. La specie di questa voce appartiene al gruppo Festucaria: il ciclo biologico di queste piante è perenne con un aspetto simile alle specie del genere Festuca (tribù Poeae, sottotribù Loliinae). A maturità le spighette si restringono all'apice. Le nervature delle due glume sono diverse: quella inferiore ha una sola nervatura; quella superiore è trinervia. La resta del lemma (breve o nulla) è inserita tra i due dentelli apicali del lemma stesso.
Altri studi descrivono questa specie nella sezione Bromopsis Dumort. (le spighette hanno delle forme strettamente lanceolate; i lemmi sono arrotondati o leggermente carenati con punta singola).
La specie di questa voce è di riferimento al Gruppo Bromus erectus composto, qui in Italia, oltre che dalla specie B. erectus anche dalla specie Bromus pannonicus Kumm. & Sendtn.. In precedenza questo gruppo comprendeva anche le specie B. transsylvanicus Hackel, B. stenophyllus Link, B. caprinus Kerner e B. condensatus Hackel, ora declassificate a sottospecie o varietà del B. erectus oppure considerate sinonimi di B. erectus. Questo gruppo è polimorfo; spesso la variabilità è mascherata dalle modificazioni indotte dall'ambiente (dagli Autori sono state individuate diverse forme). Molte specie (o sottospecie) sono esaploidi, ottoploidi fino a 16ploidi.
Qui di seguito è descritta una breve chiave analitica per distinguere le varie sottospecie di B. erectus della flora spontanea italiana.
Gruppo 1A: le piante sono cespugliose e prive di stoloni;
Gruppo 2A: la superficie della lamina foglia è ricoperta da ciglia patenti e distanziate l'una dall'altra;
Gruppo 3A: la pannocchia è contratta, i rami sono brevi ed eretto-patenti; le glume sono subuguali (lunghezza 7 - 8 mm); i lemmi sono lunghi 11 mm con resta di 5 mm;
subsp. erectus.
Gruppo 3B: la pannocchia è allargata, i rami sono capillari, arcuati e più lunghi delle rispettive spighette; la gluma inferiore è lunga 2/3 - 3/4 della superiore;
Gruppo 4A: la parte laminare del lemma è lunga 10 mm e la resta è lunga 8 mm; 
subsp. transylvanicus (Steud.) Asch. & Graebn..
Gruppo 4B: la parte laminare del lemma è lunga 13 mm e la resta è lunga la metà; 
subsp. stenophyllus (Link) Asch. & Graebn.
Gruppo 2B: la superficie della lamina foglia è glabra o pubescente ma priva di ciglia patenti;
Gruppo 5A: la pannocchia è ampia con rami a una sola spighetta;
var. caprinus (A.Kern. ex Hack.) Fiori.
Gruppo 5B: la pannocchia è contratta con rami a 2 - 3 spighette;
subsp. condensatus (Hack.) Asch. & Graebn..
Gruppo 1B: la base della pianta è strisciante e stolonifera:
Bromus pannonicus Kumm. & Sendtn.
Il numero cromosomico della specie B. erectus è: 2n = 28, 36, 43 e 56.

### Variabilità
Il Bromus erectus è una specie molto polimorfa: ha una notevole plasticità ecologica ed è distribuita su un'ampia fascia altitudinale. I caratteri variabili sono i seguenti: la pelosità sulle foglie e sulle spighette varia da fitta e abbondante a quasi nulla; la pannocchia può essere molto sviluppata e densamente pelosa con 11 - 13 fiori; le glume, inferiore e superiore, possono allungarsi fino a 7 e 10 mm rispettivamente; il lemma arriva a 13 mm di lunghezza con una resta di 8 mm. Di seguito sono indicate alcune sottospecie e varietà di B. erectus, non sempre riconosciute da altre checklist botaniche.

#### Sottospecieerectus

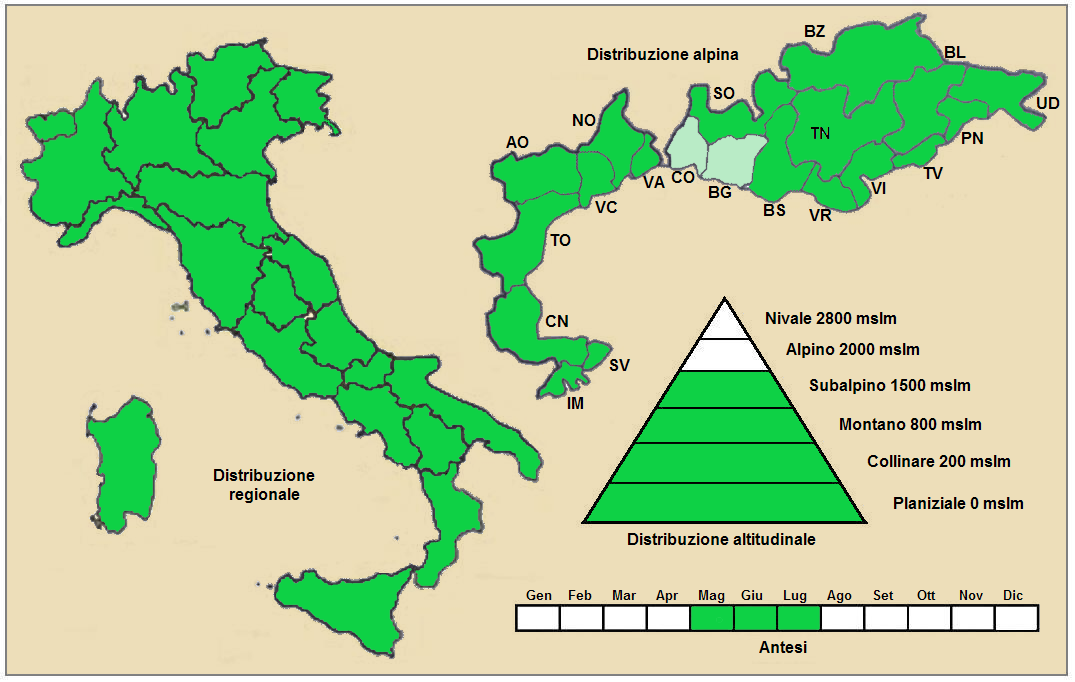
Distribuzione della sottospecie erectus
(Distribuzione regionale – Distribuzione alpina)

- Nome scientifico: Bromus erectus Hudson, 1762 subsp. erectus
- Nome comune: forasacco eretto.
- Descrizione: la pianta è alta al massimo (3) 4 - 6 (8) dm; la pannocchia, lunga 10 – 20 cm, generalmente è contratta; le spighette hanno 7 - 9 fiori e sono lunghe 15 – 30 mm; le due glume sono lunghe 7 e 9 mm rispettivamente; il lemma è lungo 11 mm con una resta di 5 – 6 mm.
- Geoelemento: il tipo corologico (area di origine) è Eurasiatico / Paleotemperato.
- Distribuzione: in Italia è una sottospecie comune e si trova ovunque (Sicilia esclusa). Nelle Alpi è presente su entrambi i versanti. Sugli altri rilievi europei collegati alle Alpi si trova nella Foresta Nera, Vosgi, Massiccio del Giura, Massiccio Centrale, Pirenei e Carpazi.[21] Nel resto dell'Europa è comune; si trova nel Sud Est Asiatico e Africa nord-occidentale, è stata introdotta in America.[22]
- Habitat: gli habitat preferiti sono le praterie rase, i prati e i pascoli aridi dal piano collinare a quello subalpino. Il substrato preferito è calcareo ma anche siliceo con pH basico, bassi valori nutrizionali del terreno che deve essere secco.[21]
- Distribuzione altitudinale: sui rilievi queste piante si possono trovare fino a 1.600 m s.l.m.; nelle Alpi frequentano quindi i seguenti piani vegetazionali: collinare, montano e subalpino (oltre a quello planiziale – a livello del mare).
- Fitosociologia.
  - Areale alpino. Dal punto di vista fitosociologico alpino la sottospecie erectus appartiene alla seguente comunità vegetale:[21]
    - Formazione: delle comunità a emicriptofite e camefite delle praterie rase magre secche.
      - Classe: Festuco-Brometea
        - Ordine: Brometalia erecti

  - Areale italiano. Per l'areale completo italiano la sottospecie erectus appartiene alla seguente comunità vegetale:[23]
    - Macrotipologia: vegetazione erbacea sinantropica, ruderale e megaforbieti
      - Subclasse: Chenopodio-Stellarienea Rivas Goday, 1956
        - Ordine: Sisymbrietalia officinalis J. Tüxen ex W. Matuszkiewicz, 1962
          - Alleanza: Securigero securidacae–Dasypyrion villosi Cano-Ortiz, Biondi & Cano, 2015

Descrizione. L'alleanza Securigero securidacae–Dasypyrion villosi è relativa alle comunità erbacee nitrofile sviluppate su suoli ad eleveta quantità di materiale organico (e azoto) e caratterizzate da densa copertura e consistente biomassa. La distribuzione delle specie di questa alleanza è nel Mediterraneo con climi temperati. In Italia questa cenosi è frequente soprattutto nelle regioni centro-meridionali.

#### Sottospeciecondensatus

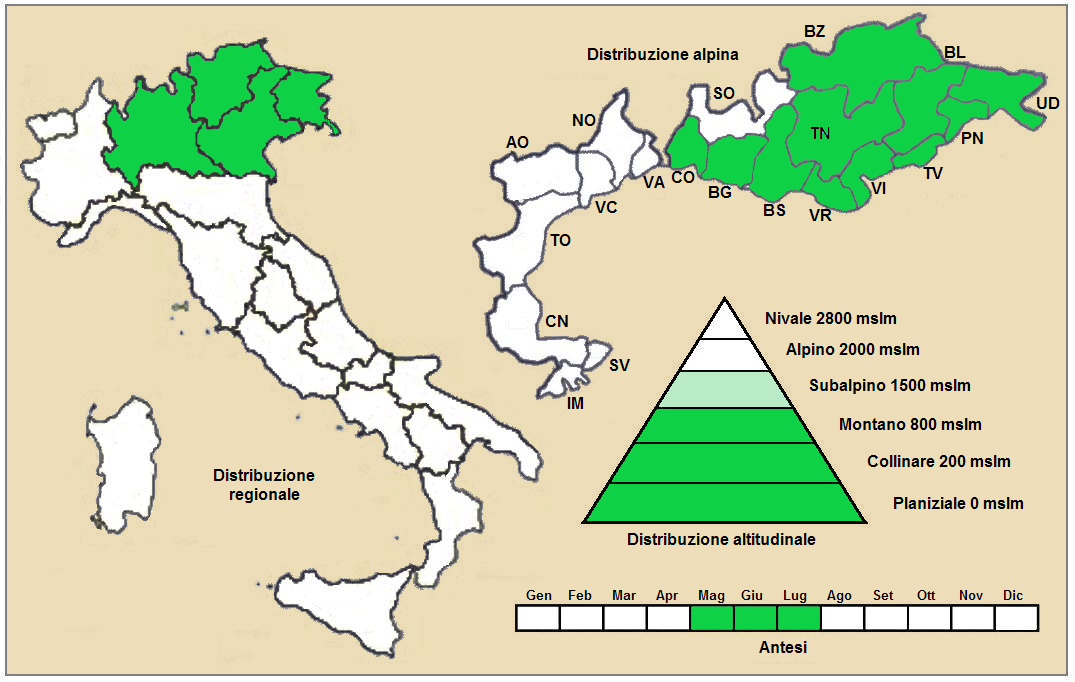
Distribuzione della sottospecie condensatus
(Distribuzione regionale – Distribuzione alpina)

- Nome scientifico: Bromus erectus Hudson, 1762 subsp. condensatuss (Hack.) Asch. & Graebn., 1901 (in Pignatti: B. condensatus  Hackel)
- Basionimo: Bromus condensatus Hack.
- Descrizione: la pianta è alta al massimo (2) 3 - 5 (6) dm; tutta la pianta è priva delle caratteristiche setole patenti; la superficie delle foglie è pubescente o raramente glabra; le guaine basali sono marcescenti o sfibrate; la pannocchia è densa e contratta e misura da 8 a 12 cm; la spighetta è lunga 10 – 22 mm e possiede 5 - 7 fori; le glume sono poco disuguali (7 mm e 8 mm rispettivamente); il lemma è lungo 9 – 11 mm con una resta di 3 – 5 mm.
- Geoelemento: il tipo corologico (area di origine) è Endemico - Est Alpico / Illirico.
- Distribuzione: in Italia è una sottospecie molto rara e si trova solamente nel Nord-Est. Nelle Alpi è presente dalla provincia di Como fino a Udine. Fuori dall'Italia, sempre nelle Alpi, questa specie si trova in Svizzera (cantone Ticino). Sugli altri rilievi europei collegati alle Alpi si trova nelle Alpi Dinariche.[21]
- Habitat: gli habitat preferiti sono i prati aridi, i muri, i ripari sotto roccia e le praterie rase (anche rocciose) alpine e subalpine. Il substrato preferito è calcareo con pH basico, bassi valori nutrizionali del terreno che deve essere arido.[21]
- Distribuzione altitudinale: sui rilievi queste piante si possono trovare fino a 900 m s.l.m.; nelle Alpi frequentano quindi i seguenti piani vegetazionali: collinare, montano e in parte quello subalpino (oltre a quello planiziale – a livello del mare).
- Fitosociologia.
  - Areale alpino. Dal punto di vista fitosociologico alpino la sottospecie condensatus appartiene alla seguente comunità vegetale:[21]
    - Formazione: delle comunità a emicriptofite e camefite delle praterie rase magre secche.
      - Classe: Festuco-Brometea
        - Ordine: Festucetalia valesiacae 
          - Alleanza: Diplachnion

  - Areale italiano. Per l'areale completo italiano la sottospecie condensatus appartiene alla seguente comunità vegetale:[23]
    - Macrotipologia: vegetazione delle praterie
      - Classe: Festuco valesiacae-Brometea erecti Br.-Bl. & Tüxen ex Br.-Bl., 1949
        - Ordine: Festucetalia valesiacae Br.-Bl. & Tüxen ex Br.-Bl., 1949
          - Alleanza: Diplachnion serotinae Br.-Bl., 1961

Descrizione. L'alleanza Diplachnion serotinae è relativa alle praterie calcicole e xerofile che si sviluppano nelle valli interne del versante meridionale delle Alpi. Questa cenosi, particolarmente ricca di specie sub-mediterranee, è distribuita in Italia ed in zone molto limitate della Svizzera.

#### Sottospecielongiflorus
- Nome scientifico: Bromus erectus Hudson, 1762 subsp. longiflorus (Wild.) Arcang.
- Descrizione: altezza massima di 12 dm; le foglie sono piane ricoperte di peli sparsi patenti e lunghi 0,5 – 1 mm; la pannocchia è molto sviluppata; le spighette con 11 - 13 fiori e lunghe 40 – 45 mm sono densamente pelose;  le glume sono disuguali (7 mm e 10 mm rispettivamente); il lemma è lungo 13 mm con una resta di 8 mm. (forse un ibrido con Bromus ramosus)
- Distribuzione: Italia Settentrionale.

#### Sottospeciestenophyllus

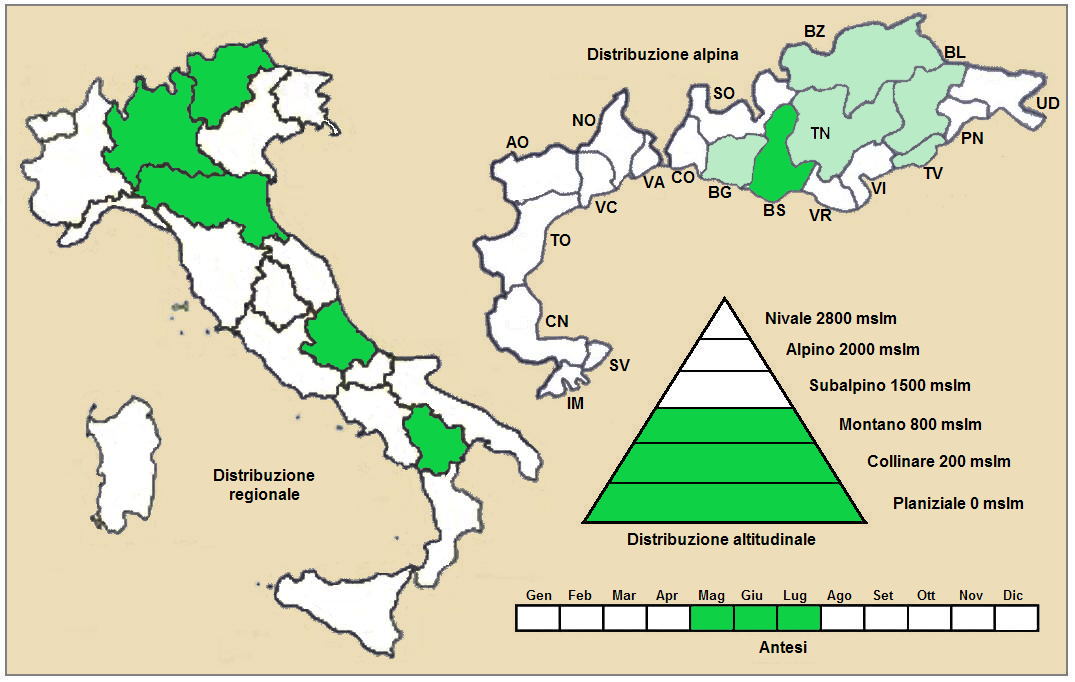
Distribuzione della sottospecie stenophyllus
(Distribuzione regionale – Distribuzione alpina)

- Nome scientifico: Bromus erectus Hudson, 1762 subsp. stenophyllus (Link) Asch. & Graebn., 1901 (in Pignatti: B. stenophyllus  Link)
- Basionimo: Bromus stenophyllus Link
- Descrizione: la pianta è alta al massimo (3) 5 - 12 dm; la pannocchia è ampia (dimensioni: 15 – 25 cm); la spighetta è lunga 3 – 5 cm; le glume sono disuguali (8 mm e 11 mm rispettivamente); il lemma è lungo 13 – 18 mm con una resta di 5 – 10 mm.
- Geoelemento: il tipo corologico (area di origine) è Sud Est Europeo - Steppico.
- Distribuzione: in Italia è una sottospecie molto rara ed ha una distribuzione discontinua su tutto il territorio italiano (isole escluse). Nelle Alpi è presente nella provincia di Brescia.
- Habitat: gli habitat preferiti sono i prati aridi e le praterie rase. Il substrato preferito è calcareo con pH basico, bassi valori nutrizionali del terreno che deve essere arido.[21]
- Distribuzione altitudinale: sui rilievi queste piante si possono trovare fino a 1.000 m s.l.m.; nelle Alpi frequentano quindi i seguenti piani vegetazionali: collinare e montano (oltre a quello planiziale – a livello del mare).
- Fitosociologia.
  - Areale alpino. Dal punto di vista fitosociologico alpino la sottospecie stenophyllus appartiene alla seguente comunità vegetale:[21]
    - Formazione: delle comunità a emicriptofite e camefite delle praterie rase magre secche.
      - Classe: Festuco-Brometea
        - Ordine: Scorzonero-Chrysopogonetalia

#### Sottospecietransylvanicus

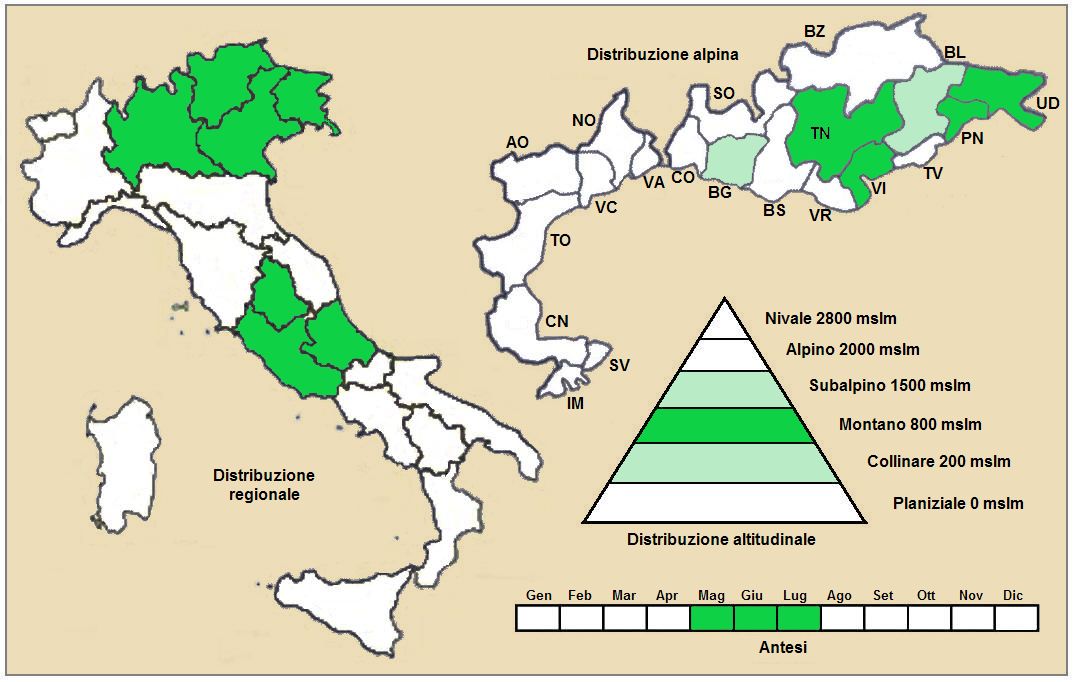
Distribuzione della sottospecie transylvanicus
(Distribuzione regionale – Distribuzione alpina)

- Nome scientifico: Bromus erectus Hudson, 1762 subsp. transylvanicus (Steud.) Asch. & Graebn., 1901  (in Pignatti: B. transylvanicus  Hackel)
- Basionimo: Bromus transylvanicus Steud.
- Descrizione: la pianta è alta al massimo 3 - 4 (8) dm; la pannocchia è ampia (dimensione: 15 – 20 cm); i fiori della spighetta (lunghezza 1,5 - 2,5 cm) sono spaziati; le glume sono disuguali (7 – 8 mm e 10 – 11 mm rispettivamente); il lemma è lungo 10 mm con una resta di 8 mm.
- Geoelemento: il tipo corologico (area di origine) è Orofita - Sud Est Europeo - Steppico.
- Distribuzione: in Italia è una sottospecie rara ed ha una distribuzione discontinua: Nord-Est e Centro. Nelle Alpi è distribuita soprattutto nell'arco orientale. Fuori dall'Italia, sempre nelle Alpi, questa specie si trova in Slovenia. Sugli altri rilievi europei collegati alle Alpi si trova nelle Alpi Dinariche, Monti Balcani e Carpazi.[21]
- Habitat: gli habitat preferiti sono i prati aridi e i saliceti arbustivi. Il substrato preferito è calcareo ma anche calcareo/siliceo con pH basico, bassi valori nutrizionali del terreno che deve essere arido.[21]
- Distribuzione altitudinale: nelle Alpi frequentano i seguenti piani vegetazionali: montano e in parte quelli collinari e subalpini.
- Fitosociologia.
  - Areale alpino. Dal punto di vista fitosociologico alpino la sottospecie transylvanicus appartiene alla seguente comunità vegetale:[21]
    - Formazione: delle comunità a emicriptofite e camefite delle praterie rase magre secche.
      - Classe: Festuco-Brometea
        - Ordine: Scorzonero-Chrysopogonetalia

#### Varietàcaprinus

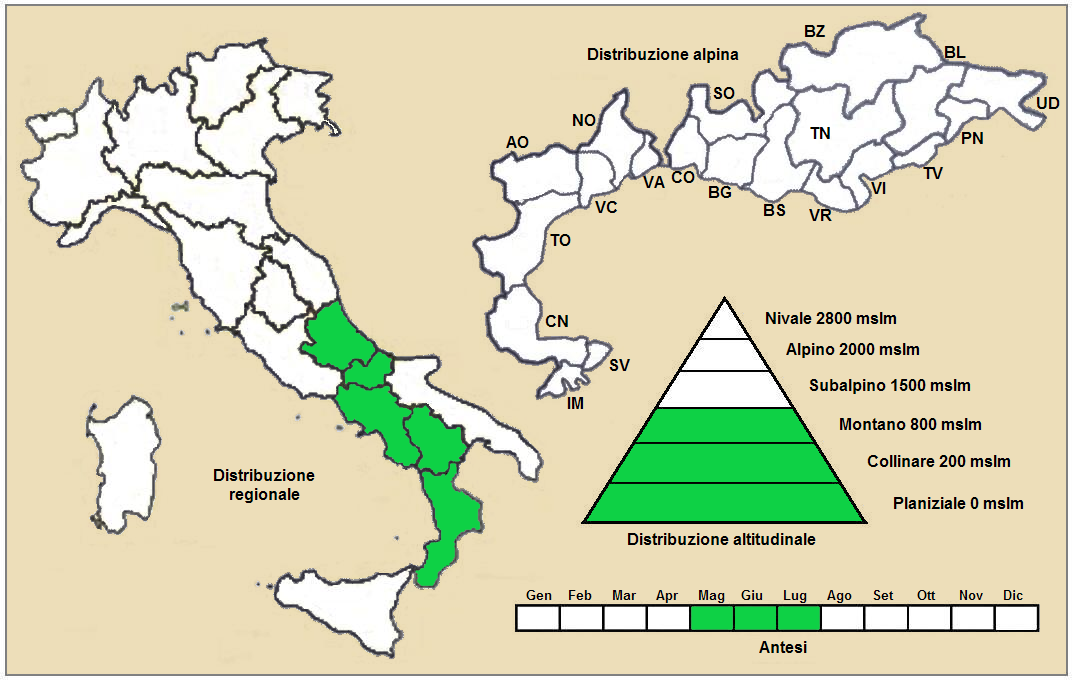
Distribuzione della sottospecie erectus
(Distribuzione regionale)

- Nome scientifico: Bromus erectus Hudson, 1762 var. caprinus (A.Kern. ex Hack.) Fiori, 1896 (in Pignatti: B. caprinus Kerner)
- Descrizione: la pianta è alta al massimo 4 - 7 dm; il culmo è pubescente; la superficie delle foglie è ricoperta da peli irti (patenti o riflessi) e brevi; la pannocchia è ampia con ramificazioni uniflore; la spighetta, con 9 fiori, è lunga 30 mm; il lemma è lungo 9 – 12 mm con una resta di 7 – 8 mm.
- Geoelemento: il tipo corologico (area di origine) è Endemico.
- Distribuzione: in Italia è una varietà comune e si trova al Sud (isole escluse).
- Habitat: gli habitat preferiti sono i prati aridi.
- Distribuzione altitudinale: sui rilievi queste piante si possono trovare da 200 a 1.500 m s.l.m..
- Fitosociologia. Per l'areale completo italiano la varietà caprinus appartiene alla seguente comunità vegetale:[23]
  - Macrotipologia: vegetazione delle praterie
    - Classe: Festuco valesiacae-Brometea erecti Br.-Bl. & Tüxen ex Br.-Bl., 1949
      - Ordine: Anthemidetalia calabricae Brullo, Scelsi & Spampinato, 2001
        - Alleanza: Armerion aspromontanae Brullo, Scelsi & Spampinato, 2001

Descrizione. L'alleanza Armerion aspromontanae è relativa alle vegetazioni formate soprattutto da emicriptofite e piccole camefite con portamenti prostrati. È una cenosi endemica dell’Aspromonte, che si rinviene nelle radure delle faggete di quota.

### Sinonimi
Questa entità ha avuto nel tempo diverse nomenclature. L'elenco seguente indica alcuni tra i sinonimi più frequenti:
- Bromopsis alexeenkoi (Tzvelev) Czerep.
- Bromopsis aspera Fourr.
- Bromopsis caprina (A.Kern. ex Hack.) Banfi & N.G.Passal.
- Bromopsis condensata (Hack.) Holub
- Bromopsis condensata subsp. australis (Griseb.) Holub
- Bromopsis condensata subsp. microtricha (Borbás) Jogan & Bacic
- Bromopsis erecta (Huds.) Fourr.
- Bromopsis erecta subsp. alexeenkoi (Tzvelev) Tzvelev
- Bromopsis erecta subsp. gordjaginii (Tzvelev) Tzvelev
- Bromopsis erecta subsp. longiflora (Willd. ex Spreng.) Dostál
- Bromopsis erecta subsp. microchaeta (Font Quer) H.Scholz & Valdés
- Bromopsis erecta subsp. permixta (H.Lindb.) H.Scholz & Valdés
- Bromopsis erecta subsp. stenophylla (Link) H.Scholz & Valdés
- Bromopsis erecta subsp. transylvanicus (Steud.) H.Scholz & Valdés
- Bromopsis gordjaginii (Tzvelev) Galushko
- Bromopsis microchaeta (Font Quer) Holub
- Bromopsis permixta (H.Lindb.) Holub
- Bromopsis transsilvanica (Steud.) Holub
- Bromopsis zangezura Ogan.
- Bromus agrestis All.
- Bromus angustifolius Hornem.
- Bromus angustifolius Schrank
- Bromus arvensis Lam.
- Bromus asper Pall. ex M.Bieb.
- Bromus bertolae Colla
- Bromus caprearum Hack.
- Bromus caprinus A.Kern. ex Hack.
- Bromus collinus Phil.
- Bromus condensatus Hack.
- Bromus condensatus var. australis Griseb.
- Bromus condensatus subsp. microtrichus (Borbás) Poldini & Oriolo
- Bromus condensatus var. microtrichus (Borbás) Hayek
- Bromus condensatus var. pomoensis (Teyber ex Ginzb.) Hayek
- Bromus dolichostachys Phil.
- Bromus erectus var. angustifolius (Schrank) Beck
- Bromus erectus var. anisophyllus K.Koch
- Bromus erectus subsp. australis Griseb. ex Jáv.
- Bromus erectus var. australis Griseb.
- Bromus erectus var. australis Griseb. ex Jav.
- Bromus erectus var. borbasii Hack. ex Borbás
- Bromus erectus var. cilifer (Asch. & Graebn.) Beck
- Bromus erectus var. condensatus (Hack.) Fiori
- Bromus erectus var. contractus Regel
- Bromus erectus var. depauperatus Asch. & Graebn.
- Bromus erectus var. dissolutus Beck
- Bromus erectus var. fallax Beck
- Bromus erectus var. fasciculatus Asch. & Graebn.
- Bromus erectus var. flaccidus Podp.
- Bromus erectus var. glaber Heuff.
- Bromus erectus var. glabra Peterm.
- Bromus erectus var. glabratus Maire
- Bromus erectus var. glabrescens Arechav.
- Bromus erectus var. glabriflorus Borbás
- Bromus erectus var. glaucus (Spreng. ex Hornem.) Link
- Bromus erectus var. hirsutus Link
- Bromus erectus var. lingiaristatus Kuntze
- Bromus erectus var. longiflorus (Spreng.) Parl.
- Bromus erectus var. longispicatus Maire
- Bromus erectus var. longispiculatus Maire
- Bromus erectus var. macrostachys Godr.
- Bromus erectus subsp. microchaetus (Font Quer) Maire & Weiller
- Bromus erectus var. microtrichus Borbás
- Bromus erectus subsp. permixtus H.Lindb.
- Bromus erectus var. planifolius Asch. & Graebn.
- Bromus erectus var. pomoensis Teyber ex Ginzb.
- Bromus erectus var. pseudoverticillatus Röhl.
- Bromus erectus var. pubescens Delastre
- Bromus erectus var. pubiflorus Borbás
- Bromus erectus var. pycnotricha Borbás
- Bromus erectus var. pygmaeus Asch. & Graebn.
- Bromus erectus var. racemiferus Borbás
- Bromus erectus var. reptans Borbás ex Jáv.
- Bromus erectus var. rohlenae Podp.
- Bromus erectus var. roxolanicus Zapal.
- Bromus erectus var. stenophyelus (Link) Fiori
- Bromus erectus var. stenophyllus (Link) Fiori
- Bromus erectus var. stenophyllus (Link) Jáv.
- Bromus erectus var. subvillosus Grün
- Bromus erectus var. trachystachys Grün
- Bromus erectus var. transsilvanicus (Steud.) Beck
- Bromus erectus var. trichanthus C.A.Mey.
- Bromus erectus var. tricolor Hack.
- Bromus erectus var. velutinus Gunn
- Bromus erectus var. vernalis Pancic
- Bromus erectus f. viviparus Ugolini
- Bromus erectus var. wildtii Podp.
- Bromus glabriflorus (Borbás) Degen
- Bromus heterophyllus Klokov
- Bromus longiflorus Willd. ex Spreng.
- Bromus macounii Vasey
- Bromus microchaetus Font Quer
- Bromus microtrichus (Borbás) Degen
- Bromus montanus P.Gaertn., B.Mey. & Scherb.
- Bromus odoratus Gouan
- Bromus pauciflorus Schumach.
- Bromus perennis Vill.
- Bromus permixtus (H.Lindb.) H.Lindb.
- Bromus pratensis Lam.
- Bromus pseudoarvensis Koeler
- Bromus pubiflorus (Borbás) Degen
- Bromus racemiferus (Borbás) Degen
- Bromus stenophyllus Link
- Bromus subrectus Fr.
- Bromus transsilvanicus Steud.
- Festuca aspera Mert. ex W.D.J. Koch
- Festuca drymeja var. fagetina Schur
- Festuca erecta (Huds.) Wallr.
- Festuca fagetina (Schur) Schur
- Festuca hirta Seenus
- Forasaccus erectus (Huds.) Bubani
- Schedonorus erectus (Huds.) Gaudich. ex Roem. & Schult.
- Schedonorus laxus Fr.
- Serrafalcus pratensis (Lam.) Wilmott
- Zerna angustifolia Besser
- Zerna condensata (Hack.) Holub
- Zerna condensata subsp. australis (Griseb.) Holub
- Zerna erecta (Huds.) Panz.
- Zerna erecta subsp. alexeenkoi Tzvelev
- Zerna erecta subsp. gordjaginii Tzvelev
- Zerna microchaeta (Font Quer) Holub
- Zerna permixta (H.Lindb.) Holub
- Zerna transsilvanica (Steud.) Holub